# 安布拉氏巴拉圭鯰
安布拉氏巴拉圭鯰（學名：Panaque armbrusteri），俗名黃金雷神黃冠豹，為輻鰭魚綱鯰形目甲鯰科的其中一種，為熱帶淡水魚，分布於南美洲巴西塔巴赫斯河流域，棲息在底層水域，生活習性不明。依據觀賞魚市場對異型的編號，本種為L27，按特徵進一步分為木紋、申古、金線、雷神共四種皇冠豹異型，也有按採集流域分為塔帕若斯（Tapajós）、阿拉瓜亞（Araguaia）、托坎廷斯（Tocantins）及申古（Xingu）共四種。

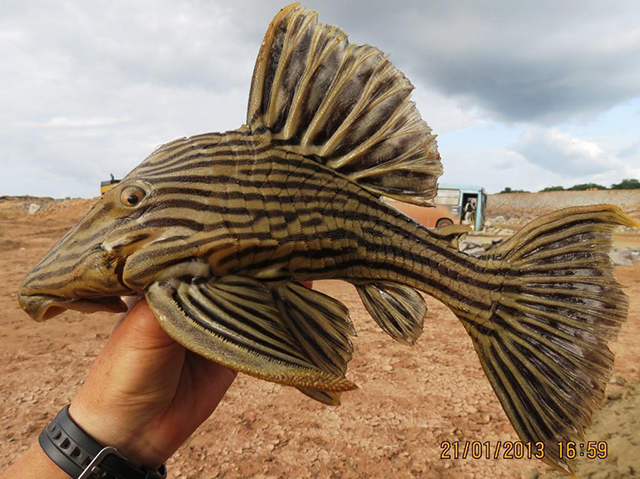
一尾從水中取出的安布拉氏巴拉圭鯰